# Bully-les-Mines
Bully-les-Mines é uma comuna francesa na região administrativa de Altos da França, no departamento de Pas-de-Calais. Estende-se por uma área de 7,7 km².